# 광천 나들목
광천 나들목(Gwangcheon IC)은 충청남도 보령시 천북면 신덕리와 신죽리에 걸쳐 있는 서해안고속도로의 20번 교차로이다. 명칭과는 다르게 홍성군 광천읍이 아닌 보령시에 있다. 나들목 진출입로는 홍성군 은하면 장척리와 접하고 있고, 국가지원지방도 제96호선을 통해 인접한 광천읍내로 진출할 수 있기 때문에 나들목 이름이 ‘광천’으로 정해졌다.

## 연혁
- 2001년 9월 27일 : 서해안고속도로 당진 ~ 서천 구간 개통에 따라 영업 개시[1]
- 2016년 1월 3일 : 광천 나들목 일대에서 안개로 인한 사고 발생

## 구조물 정보
- 위치: 충청남도 보령시 천북면 신덕리, 신죽리
- 영업소: 충청남도 보령시 천북면 서해안고속도로 214

## 접속하는 도로
- 국가지원지방도 제96호선 (홍남로)

## 교통량 정보
| 요금소        | 통행량 (대/일) | 통행량 (대/일) | 통행량 (대/일) | 통행량 (대/일) | 통행량 (대/일) | 통행량 (대/일) | 통행량 (대/일) | 통행량 (대/일) | 통행량 (대/일) | 통행량 (대/일) | 각주  |
| 요금소        | 2001년         | 2002년         | 2003년         | 2004년         | 2005년         | 2006년         | 2007년         | 2008년         | 2009년         | 2010년         | 각주  |
| ------------- | -------------- | -------------- | -------------- | -------------- | -------------- | -------------- | -------------- | -------------- | -------------- | -------------- | ----- |
| 광천 (폐쇄식) | 1,933          | 1,979          | 2,034          | 2,086          | 2,144          | 2,233          | 2,381          | 2,415          | 2,522          | 2,477          | [ 2 ] |
| 요금소        | 2011년         | 2012년         | 2013년         | 2014년         | 2015년         | 2016년         | 2017년         | 2018년         | 2019년         |                | [ 2 ] |
| 광천 (폐쇄식) | 2,530          | 2,579          | 2,715          | 2,913          | 3,059          | 3,195          | 3,226          | 3,174          | 3,260          |                | [ 2 ] |